# Peter Howitt
Peter Howitt (* 5. května 1957, Manchester, Anglie, Spojené království) je britský herec, scenárista a režisér.
Jako herec debutoval v roce 1991 svojí významnou rolí v britském televizním sitcomu Bred (Chléb), jako režisér pak ve snímku Srdcová sedma z roku 1998. Následovaly další úspěšné filmy, jako byla například Elita z roku 2001 nebo bláznivá špionážní komedie Johnny English s Rowanem Atkinsonem v hlavní roli.

## Osobní život
Má dvě děti, syn Luke (* 1990) a dcera Amy (* 2008), v současné době bydlí ve Vancouveru v Kanadě.

## Filmografie

### Režie
- 2009 	Stav beztíže (televizní seriál)
- 2008 	David Copperfield
- 2006 	Dangerous Parking
- 2004 	Zákon přitažlivosti
- 2003 	Johnny English
- 2001 	Elita
- 2001	Going to California (televizní seriál)
- 1998 	Srdcová sedma